# 卡拉卡拉伊
1°48′57″S 61°7′40″W / 1.81583°S 61.12778°W

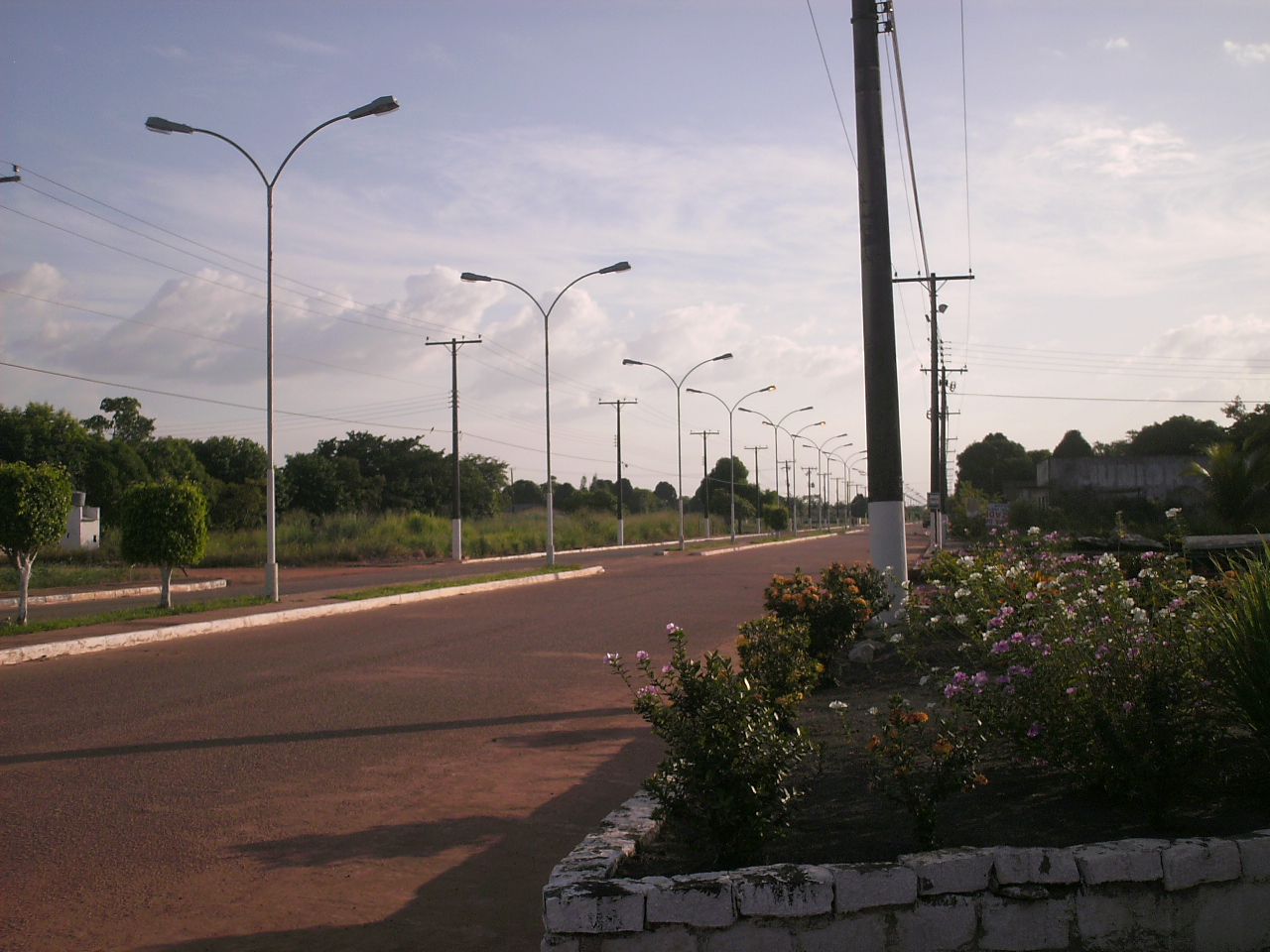
卡拉卡拉伊

卡拉卡拉伊（葡萄牙語：Caracaraí），是巴西的城鎮，位於該國北部，由羅賴馬州負責管轄，始建於1955年，面積47,411平方公里，海拔高度52米，2012年人口19,019，人口密度每平方公里0.4人。